# Мари Бракмон
Мари Бракмон (фр. Marie Bracquemond; Брест, 1. децембар 1840 — Париз, 17. јануар 1916) била је француска импресионистичка уметница. Била је једна од четири значајне жене у импресионистичком покрету, заједно са Мери Касат (1844–1926), Бертом Моризо (1841–1895) и Евом Гонзалес (1847–1883). Бракмон је учила цртање као дете и почела је да излаже своје радове на Париском салону као адолесцент. Никада није завршила формалну уметничку обуку, али је добила ограничена упутства од Жан-Огиста-Доминик Енгреа (1780–1867) и савете Пола Гогена (1848–1903) што је допринело њеном стилском приступу.
Удала се за познатог графичара Феликса Бракмона (1833–1914), који је помогао популаризацији јапанске уметности у Француској. Заједно су стварали керамичку уметност за Haviland &amp; Co., произвођача порцелана из Лиможа. Чест изостављање Мари у књигама о уметницима и историји уметности понекад се приписује делу њеног мужа. Иако је Феликс учествовао на импресионистичким изложбама, он није одобравао учешће супруга у овом покрету, иако је она бриљирала са импресионистичким сликама. Заиста, Пјер Бракмон, њихов син, изјавио је да је његов отац био љубоморан на мајчин, да је омаловажавао амбиције супруге и одбијао је да покаже њене слике посетиоцима.
Мари је учествовала на три од осам великих импресионистичких изложби, представљајући своје радове на четвртој (1879), петој (1880) и осмој (1889) групној изложби. Током свог живота као уметнице, Бракмон је реализовала најмање 157 оригиналних дела, од којих је само 31 лоцирано и каталогизовано у постојећим збиркама данас, док су остали радови нестали у разним приватним колекцијама без званичне евиденције. Њене једине две самосталне изложбе одржане су постхумно.

## Рани живот
Рођена је као Мари Ана Каролин Киворон 1. децембра 1840. у Аргентону-ен-Ландунвезу, близу Бреста, Бретања. Није уживала у истом васпитању или каријери као друге познате импресионисткиње – Касат, Моризо, Гонзалес. Била је дете из несрећног уговореног брака. Њена мајка, Алине Хиацинтхе Марие Паскуиоу, наставила је свој живот са Емилом Ланглоа, а након тога су водили несређен живот, селећи се из Бретање у Јуру, у Швајцарску и у Лимузен, пре него што су се настанили у Етампу, јужно од Париза. Имала је једну сестру, Луиз, рођену 1849. године, док је њена породица живела у близини Усела (департман Корез у Лимузину) у древној опатији Нотр-Даме де Бонаж.
Отпочела је да похађа часове сликања у тинејџерским данима према инструкцијама М. Аугусте Васора, „старог сликара који је сада рестаурирао слике и давао лекције младим женама у граду“. Напредовала је до те мере да је 1857. године Француском салону предала слику своје мајке, сестре и старе учитељице како позирају у атељеу, и слике су биле прихваћене. Затим је упозната са сликаром Енгреом који ју је саветовао и упознао са двојицом својих ученика, Фландрином и Сињолом.
Критичар Филип Берти ју је назвао „једном од најинтелигентнијих ученика Ингресовог студија“. Као студент у Ингресовом приватном париском атељеу, написала је: „Озбиљност господина Ингреса ме је уплашила... јер је сумњао у храброст и упорност жене на пољу сликарства... Он би им додељивао само сликање цвећа, воћа, мртве природе, портрета и жанр сцена“.
Касније је напустила Енгреов атеље и почела да добија наруџбине за свој рад, укључујући и ону од двора царице Евгеније за слику Сервантеса у затвору. То је очигледно задовољило, јер ју је тада гроф де Ниверкерке, генерални директор француских музеја, замолио да направи важне копије у Лувру.

## Породица
Док је копирала старе мајсторе у Лувру, видела је Феликса Бракмона, који се заљубио у њу. Његов пријатељ, критичар Ежен Монтрозје, организовао је упознавање и од тада су она и Феликс били нераздвојни. Били су верени две године пре него што су се венчали 5. августа 1869, упркос противљењу њене мајке. Године 1870. добили су једино дете, Пјера. Због недостатка добре медицинске неге током рата 1870. и Париске комуне, Бракмоново ионако деликатно здравље погоршало се након рођења њеног сина. Велики део онога што се зна о Бракмондином личном животу потиче из необјављене кратке биографије чији је аутор њен син, под називом La Vie de Félix et Marie Bracquemond.

## Каријера
Феликс и Мари Бракмон су радили заједно у студију Хавиленд у Одеју где је њен супруг постао уметнички директор. Дизајнирала је тањире за вечере и извела велике плоче од плочица (некада познате као фајанса) које приказују Les Muses des arts (Музе уметности), које су приказане на Универзалној изложби 1878. године.
Почела је да редовно излаже слике на Салону почевши од 1864. Пошто је сматрала да је медиј ограничавајући, напори њеног мужа да је научи гравирању били су само у основи успешни. Она је ипак произвела девет бакрописа који су били приказани на другој изложби Друштва сликара-графичара у Галерији Дуран-Руел 1890. Супруг ју је упознао са новим медијима и уметницима којима се дивио, као и старијим мајсторима као што је Шарден . Посебно ју је привукао белгијски сликар Алфред Стивенс . Између 1887. и 1890. године, под утицајем импресиониста, њен стил је почео да се мења. Слике су постајала све већа, а интензитет боја се појачавао. Почела је да слика напољу (део покрета који је постао познат као plein air), а на гађење њеног мужа, Моне и Дега су јој постали ментори.
Многи од најпознатијих радова Мери Бракмон насликани су на отвореном, посебно у њеној башти у Севру. Једна од њених последњих слика била је Уметников син и сестра у башти у Севру. Бракмон је учествовала на импресионистичким изложбама 1879, 1880. и 1886. Године 1879. и 1880. неки од њених цртежа су објављени у La Vie Moderne. Године 1881. изложила је пет радова у галерији Дадли у Лондону .
Током1886, Феликс Бракмон је преко Сислија упознао Гогена и довео осиромашеног уметника кући. Гоген је имао одлучујући утицај на Мари Бракмон, а посебно ју је научио како да припреми своје платно како би постигла интензивне тонове које је сада желела.
За разлику од многих њених савременика импресиониста, Бракмон је уложила много труда у планирање својих дела. Иако многи њени радови имају осећај спонтаности, припремала се на традиционалан начин кроз скице и цртеже. Иако је била у сенци њеног добро познатог мужа, сматра се да је дело повучене Мари Бракмон било ближе идеалима импресионизма. Према њиховом сину Пјеру, Феликс Бракмон је често био огорчен на своју жену, грубо одбијајући њену критику његовог рада и одбијајући да посетиоцима покаже њене слике. У необјављеном рукопису који је Пјер написао о животу својих родитеља, он каже да је његов отац „ретко показивао њене радове њиховим пријатељима. Када би јој дао комплимент, то је било насамо. Стога нико од њихових пријатеља уметника није обраћао пажњу на њена дела или је говорио о њеном стваралаштву, а када је супругу поверила своју наду у уметнички успех, Феликс је амбицију спустио на „неизлечиву таштину.“ Године 1890, Мари Бракмон, изморена сталним трвењима у домаћинству и обесхрабрена недостатком интересовања за њен рад, напустила је сликарство, и урадила тек неколико радова који су остали неизложени.
Остала је упорни бранилац покрета импресионизма током целог свог живота, чак и када није активно сликала. У одбрану стила од једног од бројних напада њеног мужа на њену уметност, рекла је: „Импресионизам је произвео... не само нов, већ и веома користан начин гледања на ствари. То је као да се одједном прозор отвори и сунце и ваздух улазе у твоју кућу на велико“.

## Смрт
Умрла је у Паризу 17. јануара 1916. Дана 23. јануара, ликовни критичар Арсен Александар одао је почаст њеном сећању у листу Le Figaro. Он је описао Мари Бракмона као „изузетног сликара“ чији је лик „био достојан дела: осећајан, поносан и готово претерано скроман“.

## Наслеђе
Анри Фосиљон је 1928. ју је описао као једну од „три велике даме“ импресионизма, поред Берте Моризо и Мери Касат. Феминистичка уметничка критика 1970-их је привукла све већу пажњу женама у импресионистичком уметничком покрету и обновила интересовање за заборављени рад Мари Бракмон. Осамдесетих година 20. века, историчарка уметности Тамар Гарб популарисала је уметнице попут Мари Бракмон са публикацијом Жене импресионисткиње, што је довело до нове ере истраживања на ову тему. Бракмон је касније укључена у изложбу Жене у Паризу 1850-1900 2018.

## Дела
Не постоји каталошки преглед радова Мари Бракмон. Ово је непотпуна и неразврстана листа јавних и приватних слика, акварела и бакрописа сликаркед према каталогу изложбе из 1919. уметничке галерије Bernheim-Jeune. Бракмон је направила најмање 81 слику и скицу уља, 34 акварела, 23 цртежа и девет бакрописа. Ова листа не укључује њене керамичке радове. Претпоставља се да су изгубљена најмање два њена рада, керамички панел од фајансе Музе (1878) и слика Ластавица (1880), која приказује Сислејеве у чамцу на Сени.
Слике
1. La Dame en blanc (1880)
2. Sur la terrasse à Sèvres (1880)
3. Près de la fenêtre
4. Avenue de Bellevue sous la neige
5. Portrait de Pierre Bracquemond
6. Chrysanthèmes
7. Roses
8. Le Goûter (1880)
9. La Partie de jacquet
10. L’Aquarelliste

1. Portrait de Marie Bracquemond
2. Portrait de Félix Bracquemond (1886)
3. On vient d’allumer la lampe (1887)
4. Portrait de Pierre Bracquemond
5. Bouquet
6. Esquisse d’après une aquarelle de G. Moreau
7. Dans le jardin (1886)
8. Esquisse du tableau: "Sur la terrasse à Sèvres"
9. Vue du haut Sèvres
10. Vue de Paris
11. Etude d’arbres en fleur
12. Bouquet près de la fenêtre
13. Fleurs dans un vase
14. Panier de fraises
15. Etude: Coteau de Sèvres
16. La Route des Jardies
17. Etude à Sèvres
18. Au soleil
19. Pêches
20. Etude d’arbres
21. Etude pour "Le Goûter"
22. Etude pour "Près de la fenêtre"
23. Etude de matin
24. Femme lisant
25. L’Allée de rhododendrons
26. La Pêche aux écrevisses
27. Etude: Femme cousant
28. Etude de femme (1880)
29. Etude pour "La Tasse de café"
30. Le Peintre
31. Etude d’homme
32. Au bord du ruisseau
33. Dans un jardin
34. Verger à La Chabanne
35. Terrasse à La Chabanne
36. Le Pilote
37. Etude d’homme
38. Au bord de la Seine
39. Etude pour "La Partie de jacquet"
40. La Tricoteuse
41. Femme en rose
42. Une Ailee a La Chabanne
43. Sur l’étang
44. Portrait de jeune femme
45. Anémones
46. Etude (1880)
47. Etude
48. Etude
49. Projet de tableau: "Le Jet d’eau"
50. Projet de tableau: "Le Bain"
51. Projet de tableau
52. Projet de tableau
53. Projet de tableau
54. Projet de tableau
55. Projet de tableau
56. Projet de tableau
57. Projet de tableau
58. Etude de fleurs
59. Roses
60. Pivoines
61. Femme et fleurs
62. Etude pour le portrait blanc
63. Petite femme rose
64. Première communion
65. Sur la terrasse de La Chabanne
66. Etude pour "Le Goûter"
67. La Tasse de café
68. Esquisse de "Sur la terrasse à Sèvres"
69. Crevettes (1887)
70. Narcisses et anémones
71. Esquisse de "L’Arbre de Noël"
72. Projet de tableau
73. Bertrand et Raton, d’après Gustave Moreau
74. Etude de tête, pastel
75. La Promenade
76. Au soleil
77. Les Trois Grâces de 1880 (1880)
78. Reines-marguerites
79. Chrysanthèmes
80. Portrait de Mme Th. Haviland
81. bis. Paul et Virginie (plaque de faïence)

Радови воденим бојама
1. Le Mont-Dore
2. Solitude
3. Portrait de la Comtesse de Bony de Lavergne
4. Etude pour le Mont-Dore
5. Le Jardin de l’Ecole Normale à Sèvres
6. Une Allée de l’Ecole Normale
7. Quatre petites études de femme
8. Au bord du ruisseau
9. L’Echarpe violette
10. Etude
11. L’Allée fleurie
12. Femme en deuil
13. Etude
14. Etude
15. Etude de fillette
16. Etude de femme
17. Vues de Divonne
18. Vues de Divonne
19. Vues de Divonne
20. Vues de Divonne
21. Vues de Divonne
22. Vues de Divonne
23. Vues de Divonne
24. Vues de Divonne
25. Vues de Divonne
26. Vues de Divonne
27. Vues de Divonne
28. Vues de Divonne
29. Vues de Divonne
30. Vues de Divonne
31. Vues de Divonne
32. Vues de Divonne
33. Au bord du ruisseau
34. Cueillette des pommes (1886)

Цртежи
1. Le Mur du parc
2. La Crèche
3. La Poésie
4. La Foire de St-Cloud
5. Etude pour "Les Gants"
6. Etude
7. Etude
8. Etude de jeune homme
9. Portrait de Marie Bracquemond
10. Portrait de Marie Bracquemond
11. Portrait de Mme Chaudesaigues
12. Portrait de Mlle Quivoron
13. Portrait de Mlle Quivoron
14. Sur la branche
15. Etude de visage
16. La Danse
17. Etude de robe
18. Page d’album
19. Page d’album
20. Projet pour un plat
21. Croquis
22. Près de la fenêtre
23. Les Beaux Arts, projet de décoration

Бакрорези
1. Germinie Lacerteux
2. Le Petit malade
3. Le Tableau
4. Portrait de Gustave Geffroy
5. Portrait de Mlle Quivoron
6. Portrait de Marie Bracquemond (1888)
7. Portrait de Mme Béraldi
8. Portrait de Mme Guy Pellion
9. Les Ballons

## Галерија
- Аутопортрет (1870).
- Жена у башти (1877).
- Пјер Бракмон као дете (1878)
- Дама у белом (1880).
- Поподневни чај(1880)
- Три жене са сунцобранима(1880).
- На тераси у Севру(1880)
- Под лампом (1887).
- Ваза. Непознат датум настанка.
- Ваза. ц. 1880. Приватна збирка.